# Nieuw-Caledonische zanger
De Nieuw-Caledonische zanger (Cincloramphus mariae synoniem: Megalurulus mariae; 'mariae' soms gecorrigeerd naar 'mariei' omdat Verreaux expliciet M. Marie noemt) is een zangvogel uit de familie Locustellidae. Deze vogel is genoemd naar de Franse natuuronderzoeker Édouard Auguste Marié (1835–1889).

## Verspreiding en leefgebied
Deze soort is endemisch op het eiland Grande Terre in Nieuw-Caledonië.

## Status
De grootte van de populatie wordt geschat op 1500-7000 volwassen vogels. Op de Rode lijst van de IUCN heeft deze soort de status niet bedreigd.